# Lijst van gemeentelijke monumenten in Amsterdam-Oost
Lijst met  97 gemeentelijke monumenten in stadsdeel Oost.

## Oostelijk Havengebied
Gemeentelijke monumenten in het Oostelijk Havengebied.
| Object                                       | Bouwjaar  | Architect                  | Locatie                                                            | Coördinaten                   | Nr.         | Afbeelding                                   |
| -------------------------------------------- | --------- | -------------------------- | ------------------------------------------------------------------ | ----------------------------- | ----------- | -------------------------------------------- |
| Kraan 2868                                   | 1957/1958 |                            | Surinamekade 30                                                    | 52° 22' 39" NB, 4° 56' 24" OL | 0363/200634 | Meer afbeeldingen                            |
| Loods 6                                      | 1922      | Gendt, Gebr. Van           | KNSM-laan 11-311 (afgebeeld), Surinamekade 6-33, Messinastraat 1-3 | 52° 22' 38" NB, 4° 56' 20" OL | 0363/200635 | Meer afbeeldingen                            |
| Voormalige kantine KNSM                      | 1960      | Verschuyl, P.J.            | Levantplein 1-15                                                   | 52° 22' 37" NB, 4° 56' 32" OL | 0363/200745 | Meer afbeeldingen                            |
| Nieuwe Entrepotdokschutsluis met brug 352    | 1899      | Dienst der Publieke Werken | Cruquiusweg nabij nr. 3                                            | 52° 22' 7" NB, 4° 56' 4" OL   | 0363/200776 | Nieuwe Entrepotdokschutsluis met brug 352    |
| Vm. wachtlokaal gemeentelijk handelsentrepot | 1901      | Dienst der Publieke Werken | Cruquiusweg 3                                                      | 52° 22' 7" NB, 4° 56' 4" OL   | 0363/200663 | Vm. wachtlokaal gemeentelijk handelsentrepot |
| Vm. volkskoffiehuis handelsentrepot          | 1902      | Dienst der Publieke Werken | Cruquiusweg 9                                                      | 52° 22' 7" NB, 4° 56' 7" OL   | 0363/200664 | Vm. volkskoffiehuis handelsentrepot          |
| Fabrieksgebouw Vettewinkel                   | 1958      | G.J. & A.J. Langhout       | Cruquiusweg 102A                                                   | 52° 22' 4" NB, 4° 57' 10" OL  | 0363/200650 | Meer afbeeldingen                            |

### Veemarkt- en abattoirterrein
Gemeentelijke monumenten op het voormalige Veemarkt- en abattoirterrein.
| Object                                                                             | Bouwjaar  | Architect                | Locatie                             | Coördinaten                  | Nr.         | Afbeelding                                                                         |
| ---------------------------------------------------------------------------------- | --------- | ------------------------ | ----------------------------------- | ---------------------------- | ----------- | ---------------------------------------------------------------------------------- |
| Vermoedelijk kantoor annex dienstwoning van de marktmeester Veemarkt               | 1887      | Boerma, A.C. & Damen, E. | Cruquiusweg 46-48, Veemarkt 160-174 | 52° 22' 6" NB, 4° 56' 13" OL | 0363/200795 | Vermoedelijk kantoor annex dienstwoning van de marktmeester Veemarkt               |
| Hekwerk Veemarkt 160                                                               | 1887      | Boerma, A.C. & Damen, E. | bij Veelaan 160                     | 52° 22' 7" NB, 4° 56' 16" OL | 0363/200645 | Hekwerk Veemarkt 160                                                               |
| Dienstwoning in eclectische bouwstijl met kap in chaletstijl                       | 1887      | Boerma, A.C. & Damen, E. | Veelaan 17-18                       | 52° 22' 3" NB, 4° 56' 21" OL | 0363/200799 | Meer afbeeldingen                                                                  |
| Woningen in eclectische bouwstijl met kap in chaletstijl                           | 1885-1887 | Boerma, A.C. & Damen, E. | Veelaan 22-26                       | 52° 22' 3" NB, 4° 56' 23" OL | 0363/200801 | Woningen in eclectische bouwstijl met kap in chaletstijl                           |
| Kantoor van de belastingambtenaren in eclectische bouwstijl met kap in chaletstijl | 1885-1887 | Boerma, A.C. & Damen, E. | Veelaan 34-39                       | 52° 22' 4" NB, 4° 56' 23" OL | 0363/200802 | Kantoor van de belastingambtenaren in eclectische bouwstijl met kap in chaletstijl |
| Kantoor van het abattoir in eclectische bouwstijl met kap in chaletstijl           | 1885-1887 | Boerma, A.C. & Damen, E. | Veelaan 40-45                       | 52° 22' 5" NB, 4° 56' 23" OL | 0363/200803 | Kantoor van het abattoir in eclectische bouwstijl met kap in chaletstijl           |
| Personeelswoningen in eclectische bouwstijl met kap in chaletstijl                 | 1885-1887 | Boerma, A.C. & Damen, E. | Veelaan 49-52                       | 52° 22' 6" NB, 4° 56' 23" OL | 0363/200804 | Personeelswoningen in eclectische bouwstijl met kap in chaletstijl                 |
| Voormalig quarantainegebouw                                                        | 1885      | Boerma, A.C. & Damen, E. | Veemarkt 44a                        | 52° 22' 3" NB, 4° 56' 4" OL  | 0363/200794 | Voormalig quarantainegebouw                                                        |
| Groenstructuur centrale deel Veemarktterrein                                       |           |                          | Veemarkt 75                         | 52° 22' 3" NB, 4° 56' 4" OL  | 0363/200806 | Upload foto                                                                        |
| Kantoor keurmeesters en politie in eclectische bouwstijl met kap in chaletstijl    | 1887      | Boerma, A.C. & Damen, E. | Veemarkt 78-80                      | 52° 22' 3" NB, 4° 56' 13" OL | 0363/200796 | Upload foto                                                                        |
| Afrekeningsgebouw, kantine in eclectische bouwstijl met kap in chaletstijl         | 1887      | Boerma, A.C. & Damen, E. | Veemarkt 83-95                      | 52° 22' 4" NB, 4° 56' 14" OL | 0363/200797 | Afrekeningsgebouw, kantine in eclectische bouwstijl met kap in chaletstijl         |
| Brandweerpost annex PTT-kantoor in eclectische bouwstijl met kap in chaletstijl.   | 1887      | Boerma, A.C. & Damen, E. | Veemarkt 90                         | 52° 22' 3" NB, 4° 56' 15" OL | 0363/200798 | Brandweerpost annex PTT-kantoor in eclectische bouwstijl met kap in chaletstijl.   |

## Oud-Oost I
Gemeentelijke monumenten in Oud-Oost.
| Object                                                                   | Bouwjaar   | Architect                                     | Locatie                                                          | Coördinaten                   | Nr.         | Afbeelding                                                               |
| ------------------------------------------------------------------------ | ---------- | --------------------------------------------- | ---------------------------------------------------------------- | ----------------------------- | ----------- | ------------------------------------------------------------------------ |
| Woonhuizen met bedrijfsruimten                                           | 1954       | J. van Amstel                                 | Blasiusstraat 13-19                                              | 52° 21' 23" NB, 4° 54' 29" OL | 0363/200731 | Woonhuizen met bedrijfsruimten                                           |
| Woonhuizen met winkeleenheid                                             | 1954       | Bob Booms                                     | Blasiusstraat 124                                                | 52° 21' 27" NB, 4° 54' 46" OL | 0363/200653 | Woonhuizen met winkeleenheid                                             |
| Fabrieksgebouw                                                           | 1921       | Carel Tenenti                                 | Boerhaaveplein 4-6, Tweede Boerhaavestraat 23                    | 52° 21' 34" NB, 4° 54' 44" OL | 0363/200521 | Fabrieksgebouw                                                           |
| Winkel/woonhuizen                                                        | 1880/1922  | o.a. Theo Kint                                | Eerste Boerhaavestraat 1-9                                       | 52° 21' 29" NB, 4° 54' 25" OL | 0363/200730 | Winkel/woonhuizen                                                        |
| Voormalige joodse school voor lager onderwijs in Amsterdamse Schoolstijl | 1924       | Baars, J.S.                                   | Tweede Boerhaavestraat 7                                         | 52° 21' 33" NB, 4° 54' 42" OL | 0363/200661 | Voormalige joodse school voor lager onderwijs in Amsterdamse Schoolstijl |
| Blok woningen in Amsterdamse Schoolstijl                                 | 1920       | Baalen, A. van                                | Andreas Bonnstraat 1-5, Tweede Boerhaavestraat 52-60             | 52° 21' 35" NB, 4° 54' 49" OL | 0363/200657 | Blok woningen in Amsterdamse Schoolstijl                                 |
| School in neogotiek-stijl                                                | 1897-1900  | Van Lokhorst, J.                              | Camperstraat 41-111, Ruyschstraat 295-301, Tilanusstraat 238-258 | 52° 21' 31" NB, 4° 54' 48" OL | 0363/200137 | School in neogotiek-stijl                                                |
| Oosterparkschool                                                         | 1902       | Bom, J.L. van der                             | 's-Gravesandeplein 19                                            | 52° 21' 34" NB, 4° 54' 56" OL | 0363/200639 | Oosterparkschool                                                         |
| Oostenrijkse houten noodschool                                           |            |                                               | Kraaipanstraat 54A                                               | 52° 21' 7" NB, 4° 55' 4" OL   | 0363/200755 | Upload foto                                                              |
| Fabriek, later omgebouwd tot meisjesschool                               | 1897 1916  | Willem Langhout Gerard Langhout               | Marcusstraat 46-52                                               | 52° 21' 5" NB, 4° 54' 46" OL  | 0363/200692 | Fabriek, later omgebouwd tot meisjesschool                               |
| School in eclectische stijl (overheersend classicisme)                   | 1892       | Dienst der Publieke Werken                    | Mauritskade 23, Sajetplein 98-100                                | 52° 21' 40" NB, 4° 54' 52" OL | 0363/200640 | Upload foto                                                              |
| School in neorenaissance-stijl                                           | 1892       | Dienst der Publieke Werken                    | Mauritskade 24                                                   | 52° 21' 41" NB, 4° 54' 53" OL | 0363/200641 | Upload foto                                                              |
| Garage met bovenbewoning in functionalisme-stijl                         | 1931       | S. van Ravesteyn                              | Van Musschenbroekstraat 2-32                                     | 52° 21' 36" NB, 4° 54' 39" OL | 0363/200662 | Upload foto                                                              |
| Oosterparkkerk                                                           | 1905       | A. Salm                                       | Oosterpark 4-5                                                   | 52° 21' 36" NB, 4° 54' 57" OL | 0363/200660 | Meer afbeeldingen                                                        |
| Etagewoningen                                                            | 1901       | J.L. van der Bom & P.H.M. Kuyper              | `s-Gravesandeplein 25, Oosterpark 7-8                            | 52° 21' 35" NB, 4° 54' 58" OL | 0363/200695 | Etagewoningen                                                            |
| Voormalig kantoor Raad van Arbeid                                        | 1951       | Blaauw, C.J., Van der Veen, J.H. Zwiers, H.T. | Mauritskade 9-10, Rhijnspoorplein 1                              | 52° 21' 36" NB, 4° 54' 34" OL | 0363/200708 | Voormalig kantoor Raad van Arbeid                                        |
| 2 blokken van 4 woonhuizen, "Spiegelpanden"                              | 1884, 1885 | A. L. van Gendt                               | Ruyschstraat 3-9 (oneven) en 4-14 (even)                         | 52° 21' 25" NB, 4° 54' 27" OL | 0363/200473 | 2 blokken van 4 woonhuizen, "Spiegelpanden"                              |
| Etagewoningen en winkel                                                  | 1887       | Bijvoets, Y.                                  | Ruyschstraat 11-13, Swammerdamstraat 58                          | 52° 21' 25" NB, 4° 54' 28" OL | 0363/200541 | Etagewoningen en winkel                                                  |
| Etagewoningen en winkel                                                  | 1887       | Teunissen van Manen, A.                       | Ruyschstraat 15-19, Swammerdamstraat 59-61                       | 52° 21' 26" NB, 4° 54' 30" OL | 0363/200507 | Upload foto                                                              |
| Winkel-woonhuis in eclectische stijl                                     | 1887       | Teunissen van Manen, A.                       | Blasiusstraat 31-35, Ruyschstraat 16, Swammerdamstraat 67-73     | 52° 21' 24" NB, 4° 54' 31" OL | 0363/200435 | Upload foto                                                              |
| Woonhuizen                                                               | 1880       | J.W. Hoffmann                                 | Weesperzijde 4-5                                                 | 52° 21' 31" NB, 4° 54' 22" OL | 0363/200809 | Upload foto                                                              |
| Woonhuizen                                                               | 1881       | H.H. Saager                                   | Weesperzijde 6-7                                                 | 52° 21' 31" NB, 4° 54' 23" OL | 0363/200810 | Upload foto                                                              |
| Herenhuis, nu gesplitst                                                  | 1881       | J. van Oostveen                               | Weesperzijde 8                                                   | 52° 21' 31" NB, 4° 54' 23" OL | 0363/200811 | Upload foto                                                              |
| Woonhuizen                                                               | 1881       | H.H. Saager                                   | Weesperzijde 9-10                                                | 52° 21' 30" NB, 4° 54' 23" OL | 0363/200812 | Upload foto                                                              |
| Herenhuis                                                                | 1882       |                                               | Weesperzijde 11                                                  | 52° 21' 30" NB, 4° 54' 23" OL | 0363/200813 | Upload foto                                                              |
| Woonhuis                                                                 | 1882       |                                               | Weesperzijde 12                                                  | 52° 21' 30" NB, 4° 54' 23" OL | 0363/200814 | Upload foto                                                              |
| Twee huizen met beneden- en bovenwoningen                                | 1880       | W.J. Zielschat                                | Weesperzijde 13-14                                               | 52° 21' 29" NB, 4° 54' 23" OL | 0363/200815 | Upload foto                                                              |
| Woonhuis met drie woningen                                               | 1880       | H. Keijser jr.                                | Weesperzijde 15                                                  | 52° 21' 29" NB, 4° 54' 23" OL | 0363/200816 | Upload foto                                                              |
| Winkel-woonhuis                                                          | 1856       |                                               | Weesperzijde 39-40                                               | 52° 21' 22" NB, 4° 54' 26" OL | 0363/200651 | Winkel-woonhuis                                                          |
| Woonhuis in eclectische stijl                                            | 1883       | Willem Langhout                               | Weesperzijde 70                                                  | 52° 21' 14" NB, 4° 54' 35" OL | 0363/200649 | Woonhuis in eclectische stijl                                            |

## Oud-Oost II
Gemeentelijke monumenten in Oud-Oost.
| Object                                                                               | Bouwjaar     | Architect                                               | Locatie                                                                          | Coördinaten                   | Nr.         | Afbeelding                                                                           |
| ------------------------------------------------------------------------------------ | ------------ | ------------------------------------------------------- | -------------------------------------------------------------------------------- | ----------------------------- | ----------- | ------------------------------------------------------------------------------------ |
| Vier huizen met etagewoningen                                                        | 1880         | Frederik Johan Rootlieb                                 | Commelinstraat 31-37                                                             | 52° 21' 49" NB, 4° 55' 31" OL | 0363/200689 | Meer afbeeldingen                                                                    |
| Otter-Knoll-stichting. Bejaardentehuis in art-nouveau-stijl (invloed)                | 1905-1911    | Jan van Looy                                            | Eikenplein 2-22, Derde Oosterparkstraat 201-235, Tweede Oosterparkstraat 200-242 | 52° 21' 29" NB, 4° 55' 17" OL | 0363/200145 | Otter-Knoll-stichting. Bejaardentehuis in art-nouveau-stijl (invloed)                |
| Woningen                                                                             | 1887         | Kraaij, A.Th.                                           | Derde Oosterparkstraat 248, Kastanjeplein 170-190                                | 52° 21' 30" NB, 4° 55' 25" OL | 0363/200607 | Woningen                                                                             |
| School (Barbaraschool)                                                               | 1888         | Evert Margry                                            | Eikenplein 1-5 Derde Oosterparkstraat 239A postcode =1092                        | 52° 21' 29" NB, 4° 55' 21" OL | 0363/200707 | Meer afbeeldingen                                                                    |
| Woonhuizen-winkels in rationalisme-stijl                                             | 1905         | Berlage, H.P.                                           | Linnaeusstraat 74-96, Pretoriusstraat 1-2                                        | 52° 21' 24" NB, 4° 55' 38" OL | 0363/200691 | Woonhuizen-winkels in rationalisme-stijl                                             |
| Openluchtschool                                                                      | 1930-1931    | Marnette, P.L. Dienst der Publieke Werken               | Mauritskade 56, Amsterdam                                                        | 52° 21' 39" NB, 4° 55' 4" OL  | 0363/200449 | Meer afbeeldingen                                                                    |
| Muziekkoepel Oosterpark                                                              | 1909 of 1916 | Dienst der Publieke Werken                              | Oosterpark                                                                       | 52° 21' 39" NB, 4° 55' 19" OL | 0363/200643 | Muziekkoepel Oosterpark                                                              |
| Vm. atelierwoningen voor de schilders Theo Hanrath en Hein Kever, ong. 1905 verbouwd | 1882         | Wiegand, C.                                             | Oosterpark 87-88                                                                 | 52° 21' 35" NB, 4° 55' 29" OL | 0363/200694 | Vm. atelierwoningen voor de schilders Theo Hanrath en Hein Kever, ong. 1905 verbouwd |
| Woonhuizen                                                                           | 1915         | Lippits, M.J.E., Moolenschot, J.J.L. en Scholte, N.H.W. | Smitstraat 29-35, 41-49                                                          | 52° 21' 16" NB, 4° 55' 21" OL | 0363/200733 | Woonhuizen                                                                           |
| Ingenieurswoning                                                                     | 1887         | bureau Isaac Gosschalk                                  | Land van Cocagneplein 1 voorheen Linnaeusstraat 121                              | 52° 21' 25" NB, 4° 55' 40" OL | 0363/200526 | Ingenieurswoning                                                                     |
| Woonhuizen-winkels in verstrakte Amsterdamse School-stijl                            | 1930         | Franswa, J.J.B.                                         | Land van Cocagneplein 2-10, Linnaeusstraat 197-225, Nirwana 4-12                 | 52° 21' 23" NB, 4° 55' 40" OL | 0363/200430 | Woonhuizen-winkels in verstrakte Amsterdamse School-stijl                            |
| Muiderkerktoren. Kerktoren in neorenaissance-stijl                                   | 1892         | Vixseboxse, G.W.                                        | Linnaeusstraat 35G                                                               | 52° 21' 42" NB, 4° 55' 28" OL | 0363/200468 | Meer afbeeldingen                                                                    |
| Station Muiderpoort                                                                  | 1937-1939    | Schelling, H.G.J.                                       | Oosterspoorplein 1-6                                                             | 52° 21' 39" NB, 4° 55' 53" OL | 0363/200743 | Meer afbeeldingen                                                                    |
| Stokerij                                                                             | 1887         | Gosschalk, I.                                           | Oranje-Vrijstaatkade 21                                                          | 52° 21' 22" NB, 4° 55' 45" OL | 0363/200525 | Meer afbeeldingen                                                                    |
| Ammoniakfabriek Gebouw direct na de brug                                             | 1887         | Ouëndag, B.J.                                           | Polderweg 648                                                                    | 52° 21' 28" NB, 4° 56' 9" OL  | 0363/200519 | AmmoniakfabriekGebouw direct na de brug                                              |
| Openbare School voor het Voorbereidend Onderwijs, letter M                           | 1911         | Dienst der Publieke Werken                              | Pontanusstraat 278                                                               | 52° 21' 38" NB, 4° 55' 48" OL | 0363/200644 | Openbare School voor het Voorbereidend Onderwijs, letter M                           |
| Voormalige Pontanusschool. Stijl: eclecticisme met neorenaissance details            | 1892         | Dienst der Publieke Werken                              | Tweede van Swindenstraat 208                                                     | 52° 21' 45" NB, 4° 55' 48" OL | 0363/200709 | Meer afbeeldingen                                                                    |
| Café-restaurant met bovenbewoning                                                    | Circa 1890   | onbekend                                                | Wijttenbachstraat 5-7 Linnaeusstraat 71                                          | 52° 21' 37" NB, 4° 55' 32" OL | 0363/200429 | Café-restaurant met bovenbewoning                                                    |
| Twee lagere scholen                                                                  | 1883         | Dienst der Publieke Werken, Greef, B. de                | Zeeburgerdijk 21-23                                                              | 52° 21' 58" NB, 4° 55' 42" OL | 0363/200698 | Twee lagere scholen                                                                  |

## Indische Buurt
Gemeentelijke monumenten in de Indische Buurt.
| Object                       | Bouwjaar                                                   | Architect                  | Locatie                                                                          | Coördinaten                   | Nr.         | Afbeelding                   |
| ---------------------------- | ---------------------------------------------------------- | -------------------------- | -------------------------------------------------------------------------------- | ----------------------------- | ----------- | ---------------------------- |
| School                       | 1925                                                       | Dienst der Publieke Werken | Batjanstraat 56-84                                                               | 52° 21' 33" NB, 4° 56' 20" OL | 0363/200636 | Upload foto                  |
| Hoofdrioleringsgemaal        | 1912                                                       | Dienst der Publieke Werken | Zeeburgerdijk 50-52                                                              | 52° 21' 57" NB, 4° 55' 60" OL | 0363/200647 | Upload foto                  |
| Woningen                     | 1914                                                       | Greve, W. jr.              | Bankastraat 52-68, Madurastraat 63-79, Sumatrastraat 8-12                        | 52° 21' 53" NB, 4° 56' 5" OL  | 0363/200750 | Upload foto                  |
| Woonhuizen                   | 1913                                                       | Leliman, J.H.W.            | Djambistraat 2-36, Lampongstraat 13-23, Padangstraat 1-35, Zeeburgerdijk 100-110 | 52° 21' 56" NB, 4° 56' 16" OL | 0363/200606 | Woonhuizen                   |
| Woonhuizen                   | 1911                                                       | J.E. van der Pek           | Balistraat 106-126, Eerste Atjehstraat 115-133                                   | 52° 21' 56" NB, 4° 56' 16" OL | 0363/200665 | Upload foto                  |
| Woonhuizen                   | 1913                                                       | Leliman, J.H.W.            | Lampongstraat 1-11, Lombokstraat 1-35, Padangstraat 2-36, Zeeburgerdijk 88-98    | 52° 21' 54" NB, 4° 56' 13" OL | 0363/200875 | Woonhuizen                   |
| Woningen in landelijke stijl | Circa 1885                                                 | onbekend                   | Flevopark 11-12                                                                  | 52° 21' 43" NB, 4° 57' 1" OL  | 0363/200062 | Upload foto                  |
| Gemaal in chaletstijl        | 1880                                                       | Beijerinck, W.F.A.         | Flevopark 13                                                                     | 52° 21' 43" NB, 4° 57' 1" OL  | 0363/200065 | Gemaal in chaletstijl        |
| Hekkepoort                   | 1770, afkomstig van de Muiderpoort, hier geplaatst in 1938 | Cornelis Rauws             | Flevopark                                                                        | 52° 21' 45" NB, 4° 56' 51" OL | 0363/200637 | Hekkepoort                   |
| Gemaal Zeeburg               | 1943                                                       | Dienst der Publieke Werken | Zeeburgerdijk 801                                                                | 52° 22' 1" NB, 4° 57' 11" OL  | 0363/200648 | Gemaal Zeeburg               |
| Joodse begraafplaats Zeeburg | 1714                                                       |                            | Flevopark                                                                        | 52° 21' 38" NB, 4° 56' 48" OL | 0363/200737 | Joodse begraafplaats Zeeburg |

## Omval
Gemeentelijke monumenten in de buurt Omval.
| Object                | Bouwjaar   | Architect | Locatie             | Coördinaten                   | Nr.         | Afbeelding  |
| --------------------- | ---------- | --------- | ------------------- | ----------------------------- | ----------- | ----------- |
| Boerderij Altoos zorg | circa 1890 |           | Ouderkerkerdijk 245 | 52° 19' 17" NB, 4° 54' 15" OL | 0363/200697 | Upload foto |

## Watergraafsmeer
Gemeentelijke monumenten in de Watergraafsmeer.
| Object                                                                                 | Bouwjaar     | Architect                                    | Locatie | Coördinaten                   | Nr.         | Afbeelding                                                                   |
| -------------------------------------------------------------------------------------- | ------------ | -------------------------------------------- | --- | ----------------------------- | ----------- | ---------------------------------------------------------------------------- |
| Apostolische kerk. Kerk en pastorie in Amsterdamse School-stijl                        | 1931         | Kruyswijk, C.                                | Archimedesweg 97, Galileïplantsoen 109                                                                            | 52° 21' 19" NB, 4° 56' 27" OL | 0363/200120 | Meer afbeeldingen                                                            |
| Woningen                                                                               | 1956         | P. Zanstra en J. van Schaik                  | Avogadrostraat 1-6, Avogadrostraat 7-12, Berthelotstraat 1-6, Berthelotstraat 7-12, Ohmstraat 1-6, Ohmstraat 7-12 | 52° 21' 3" NB, 4° 56' 32" OL  | 0363/200777 | Upload foto                                                                  |
| Woonhuizen                                                                             | 1901         | Waal, P.H. de                                | Bredeweg 6-28 | 52° 21' 19" NB, 4° 55' 49" OL | 0363/200654 | Upload foto                                                                  |
| Woningen                                                                               | 1956         | P. Zanstra en J. van Schaik                  | Edisonstraat 1-41                                                                                                 | 52° 20' 57" NB, 4° 56' 31" OL | 0363/200778 | Upload foto                                                                  |
| Woonhuizen in Amsterdamse School-stijl                                                 | 1933         | Nieuwen Amstel, B. van den                   | Galileïplantsoen 111-133                                                                                          | 52° 21' 19" NB, 4° 56' 30" OL | 0363/200655 | Woonhuizen in Amsterdamse School-stijl                                       |
| Scholencomplex gebouwd in verstrakte Amsterdamse School-stijl                          | 1932         | Dienst der Publieke Werken                   | Galileïplantsoen 37-39                                                                                            | 52° 21' 15" NB, 4° 56' 17" OL | 0363/200638 | Scholencomplex gebouwd in verstrakte Amsterdamse School-stijl                |
| Voormalige Christus Koningkerk                                                         | 1956-1959    | Balen, H.J. van Tholens, K.P.                | James Wattstraat 56-58                                                                                            | 52° 21' 6" NB, 4° 55' 30" OL  | 0363/200517 | Meer afbeeldingen                                                            |
| Villa                                                                                  | 1903         | Baanders, H.H. Baanders, H.A.J.              | Jennerstraat 1-3                                                                                                  | 52° 20' 52" NB, 4° 56' 20" OL | 0363/200690 | Villa                                                                        |
| Voormalige fabriek met aan weerszijden woningen voor de directeuren                    | 1915         | Heyn, P. Baars, J.S.                         | Kruislaan 180-184                                                                                                 | 52° 20' 54" NB, 4° 56' 31" OL | 0363/200746 | Voormalige fabriek met aan weerszijden woningen voor de directeuren          |
| Linnaeushof: woningen Kropholler                                                       | 1928         | A.J. Kropholler                              | Linnaeushof 7-30, 49-92, 95-100                                                                                   | 52° 21' 12" NB, 4° 55' 58" OL | 0363/200817 | Upload foto                                                                  |
| Linnaeushof: woningen Rozestraten                                                      | 1935/36      | Rozestraten, J.J.L.                          | Linnaeushof 31-42                                                                                                 | 52° 21' 11" NB, 4° 56' 5" OL  | 0363/200818 | Upload foto                                                                  |
| Claraklooster De Linneaushof                                                           | 1930         | E.H.A. Kraaijvanger en H.M.J.H. Kraaijvanger | Linnaeushof 43-44                                                                                                 | 52° 21' 9" NB, 4° 56' 8" OL   | 0363/200819 | Claraklooster De Linneaushof                                                 |
| School                                                                                 | 1927         | P.J. de Jongh                                | Linnaeushof 46, Amsterdam                                                                                         | 52° 21' 8" NB, 4° 56' 7" OL   | 0363/200820 | School                                                                       |
| School                                                                                 | 1932         | E.H.A. Kraaijvanger en H.M.J.H. Kraaijvanger | Linnaeushof 47-48                                                                                                 | 52° 21' 7" NB, 4° 56' 7" OL   | 0363/200821 | Upload foto                                                                  |
| Villa in traditioneel bouwen-stijl                                                     | 1906         | Kromhout, W.                                 | Middenweg 144-146                                                                                                 | 52° 20' 53" NB, 4° 56' 21" OL | 0363/200693 | Villa in traditioneel bouwen-stijl                                           |
| Voormalig wachtlokaal, een Bereitschaftsraum gebouwd door de Duitse bezetter           | 1943         | Wehrmacht                                    | Middenweg 460a, Amsterdam                                                                                         | 52° 20' 31" NB, 4° 56' 56" OL | 0363/200488 | Voormalig wachtlokaal, een Bereitschaftsraum gebouwd door de Duitse bezetter |
| Vm. lagere school                                                                      | 1929         | Kruyswijk, C.                                | Newtonstraat 54                                                                                                   | 52° 21' 22" NB, 4° 56' 12" OL | 0363/200642 | Vm. lagere school                                                            |
| Pieter Nieuwland College                                                               | 1958-1960    | Zee, J.H. van der Meijer, A.                 | Nobelweg 4-6, Amsterdam                                                                                           | 52° 20' 59" NB, 4° 55' 25" OL | 0363/200659 | Meer afbeeldingen                                                            |
| Dijkhuis                                                                               | ca. 1850     |                                              | Ringdijk 5 | 52° 21' 17" NB, 4° 55' 41" OL | 0363/200744 | Dijkhuis                                                                     |
| Dijkhuis, gebouwd op en deels in de ringdijk van de Watergraafsmeer Het witte dijkhuis | 1859         |                                              | Ringdijk 15A | 52° 21' 16" NB, 4° 55' 38" OL | 0363/200732 | Meer afbeeldingen                                                            |
| Anna Hoeve                                                                             | 1901         |                                              | Science Park 201                                                                                                  | 52° 21' 17" NB, 4° 57' 10" OL | 0363/200464 | Anna Hoeve                                                                   |
| Oude Kerk van Watergraafsmeer                                                          | 1900         | Kuipers, Tj.                                 | Simon Stevinstraat 1                                                                                              | 52° 21' 14" NB, 4° 55' 41" OL | 0363/200747 | Upload foto                                                                  |
| Koningskerk                                                                            | 1954-1956    | Wouter van de Kuilen Cornelus Trappenburg    | Van 't Hofflaan 20                                                                                                | 52° 20' 54" NB, 4° 56' 10" OL | 0363/200749 | Meer afbeeldingen                                                            |
| Arbeiderswoningen                                                                      | 1909         | Gulden, Z.D.J.W.                             | Wethouder Frankeweg 24-44                                                                                         | 52° 21' 6" NB, 4° 56' 13" OL  | 0363/200656 | Arbeiderswoningen                                                            |
| Banketbakkervakschool                                                                  | 1956         | Ulrich, W.A. & Kamphuis, B.J.F.              | Wibautstraat 220-222, Ringdijk 97                                                                                 | 52° 20' 58" NB, 4° 54' 59" OL | 0363/200667 | Upload foto                                                                  |
| Etagewoningen                                                                          | 1913 en 1914 | Sippe Visser                                 | Willem Beukelsstraat 32-38                                                                                        | 52° 21' 9" NB, 4° 55' 38" OL  | 0363/200696 | Meer afbeeldingen                                                            |
| Heilige-Familiekerk                                                                    | 1952         | Oerle, H.A. van Schrama, J.J.                | Zaaiersweg 180-182                                                                                                | 52° 20' 24" NB, 4° 56' 21" OL | 0363/200748 | Heilige-Familiekerk                                                          |